# 지방의회
지방의회(地方議會)는 지방정부(지방자치단체) 차원의 의회를 말하며 일반적으로 행정 구역의 입법부로 간주된다. 상대 개념은 국회, 즉 국가 차원의 의회이다.
지방의회는 중앙정부 소속이 아니며 지방 행정 기관이 직접 관할하지도 않는다. 단일 국가에서 지방의회는 일반적으로 지방 입법권 및 심사권을 갖지만 이는 중앙정부가 지방정부에 얼마나 많은 권한을 부여하느냐에 달려 있다. 연방제 국가에서 지방의회나 주의회는 주 헌법 하에서 일정한 지방 권력을 갖고 독자적으로 정책을 추진할 수 있으며 연방정부의 구속을 받지 않는다.

## 조직
지방의회는 지방선거에 참여한 주민에 의해 선출된 의원으로 구성되어 있으며 의장을 수장으로 한다. 지방의회의 의장은 의원이 선출한다. 지방의회는 지방정부의 입법권과 행정을 분리하기 위하여 설치되었다.

## 같이 보기
- 대한민국의 지방의회
- 전국동시지방선거
- 지방자치
- 지방제도